# Антипроизводна
Антипроизводната, наричана също първообразна функция или примитивна функция, на дадена математическа функция f е диференцируема функция F, чиято производна е равна на изходната функция f (F'  = f). Множеството от всички антипроизводни на f е нейният неопределен интеграл. Процесът на намиране на антипроизводни се нарича интегриране и е противоположен на диференцирането, което е намиране на производни.
Антипроизводните са свързани с определените интеграли чрез фундаменталната теорема на анализа: определеният интеграл на дадена функция върху даден затворен интервал, в който тя е интегрируема, е равен на разликата между стойностите на нейната антипроизводна в краищата на интервала.